# イルマ・セテの肖像
『イルマ・セテの肖像』（イルマ・セテのしょうぞう、仏: Portret van Irma Sèthe）は、1894年にベルギーの新印象派の画家、テオ・ファン・レイセルベルヘによって描かれた油彩の絵画。ベルギーの音楽家、イルマ・セテ（Irma Sèthe、1876年 - 1958年）がヴァイオリンを演奏する情景を点描のスタイルも用いて描いた作品である。1894年に描かれ、1895年のアンデパンダン展や1898年のブリュッセルの美術家グループの「ラ・リーブル・エステティーク」の展覧会に出展され、現在はスイス、ジュネーヴの美術館、「プティ・パレ」が所蔵している。

## 概要
作者のテオ・ファン・レイセルベルヘ(1862-1926)は、1883年に設立されたベルギーの当時の前衛的な画家のグループ「20人展」の創立メンバーに18歳で加わった画家である。フランスの画家、ジョルジュ・スーラは1886年に『グランド・ジャット島の日曜日の午後』を発表し、多くの点描の技法を用いる追随者を生んだ。1887年にブリュッセルで開かれた「20人展」にスーラは招かれて作品を出展した。スーラは1891年に病没するが、ファン・レイセルベルヘはスーラやポール・シニャックの影響を受けて1880年代の後半から生涯、点描技法を用いた作品を描き、「新印象派」を代表する画家として評価されるようになった。
『イルマ・セテの肖像』は、友人の娘で当時10代後半で、ブリュッセル王立音楽院でヴァイオリンを学んでいるイルマ・セテがヴァイオリンを弾く姿を描いている。この家族の音楽家の姉妹はファン・レイセルベルヘの作品に描かれた。この作品は1894年に描かれ、1895年にパリのアンデパンダン展に出展され、1898年に「20人展」の後継の美術展である「ラ・リーブル・エステティーク」の展覧会にも出展された。1999年にはウィーン分離派の展覧会でも展示された。ポール・シニャックによってピンクのドレスに見られるような点描による繊細な表現を賞賛された。
現在はスイス、ジュネーヴの美術館、「プティ・パレ」が所蔵している。

## ギャラリー

スーラ作「グランド・ジャット島の日曜日の午後」(1884)
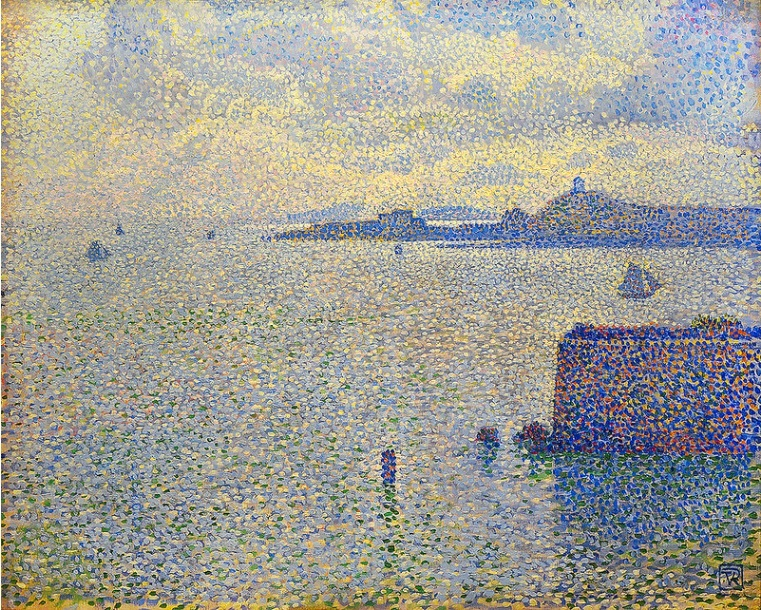
ファン・レイセルベルヘ作『帆走』 (1887)
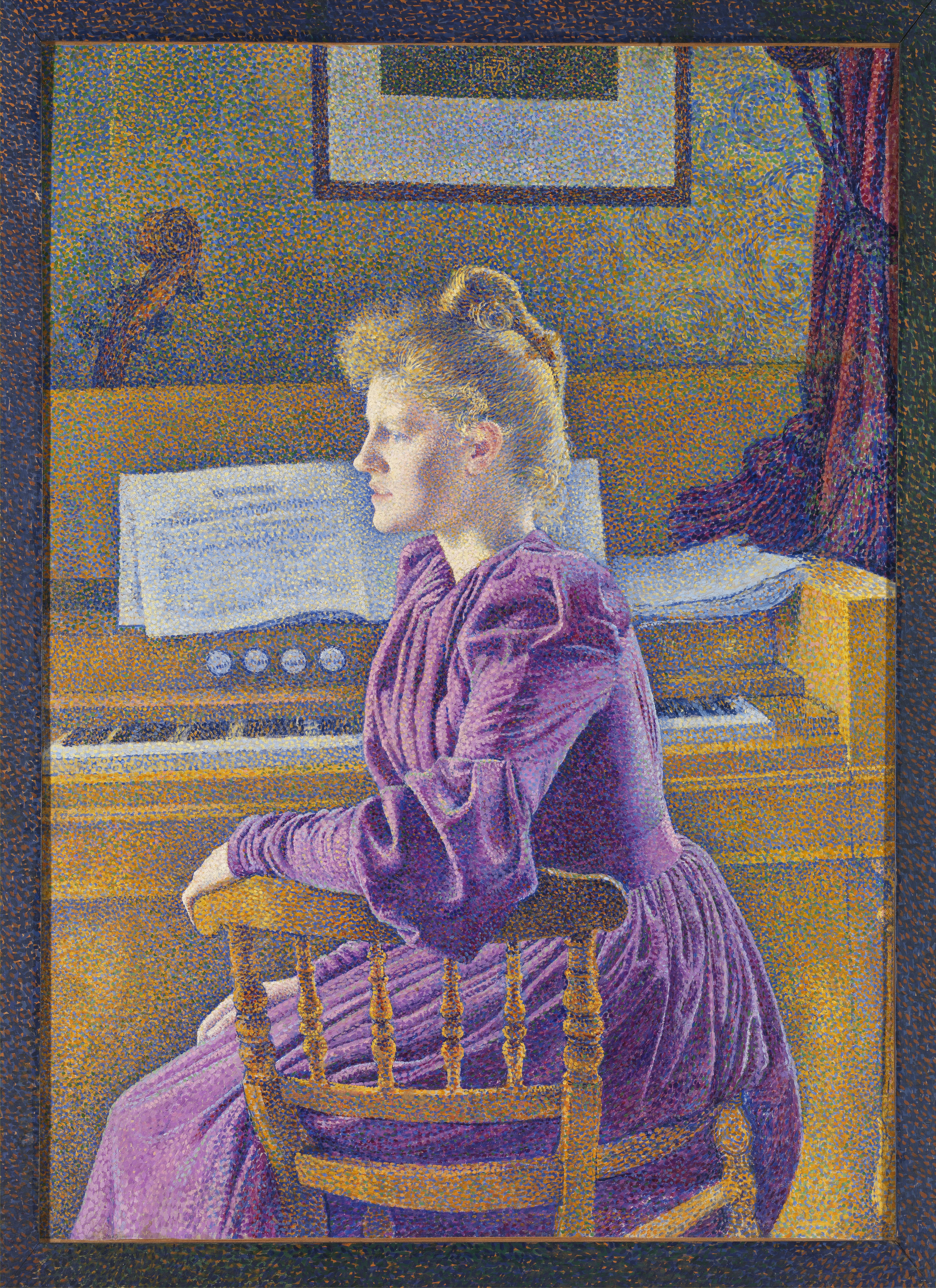
ファン・レイセルベルヘ作『マリア・セテの肖像』 (1891)